# Territorialprälatur Infanta
Die Territorialprälatur Infanta (lat.: Praelatura Territorialis Infantensis) ist eine römisch-katholische Territorialprälatur mit Sitz in Infanta auf der Insel Luzon der Philippinen. 

## Geschichte
Papst Pius XII. gründete mit der Bulle Precibus annuentes am 25. April 1950 die Territorialprälatur Infanta aus Gebietsabtretungen des Bistums Lipa und unterstellte es dem Erzbistum Manila als Suffraganbistum. Es umfasst den nördlichen Teil der Provinz Quezon.
Am 31. Januar 1970 verlor es einen Teil seines Territoriums an das Bistum Ilagan. Es wurde am 20. Juni 1972 Teil der Kirchenprovinz Lipa.

## Prälaten von Infanta
- Patrick Shanley OCD (1953–1960)
- Julio Xavier Labayen OCD (1966–2003)
- Rolando Joven Tria Tirona OCD (2003–2012)
- Bernardino Cruz Cortez (2014–2025)
- Dave Dean Capucao (ab 2025)